# Sminthopsis griseoventer
Sminthopsis griseoventer — вид родини сумчастих хижаків. Зустрічається у відкритих рідколіссях з евкаліпта й банксії, щільних пустищах і сезонних болотах на південному заході Західної Австралії, на острові Буланже і двох ізольованих районів півострова Ейр, Південна Австралія. Самиці зазвичай народжують один виводок до восьми дитинчат щорічно. Вага: 14-24 гр. Етимологія: лат. griseus —«сірий», лат. venter —«живіт».

## Загрози та охорона
Здається, немає серйозних загроз для цього виду. Локально вид знаходиться під загрозою фрагментації місць існування. Здичавілі коти впливають на вид, хоча він в змозі витримати це хижацтво. Зареєстрований у кількох природоохоронних областях.